# Fogszabályozás

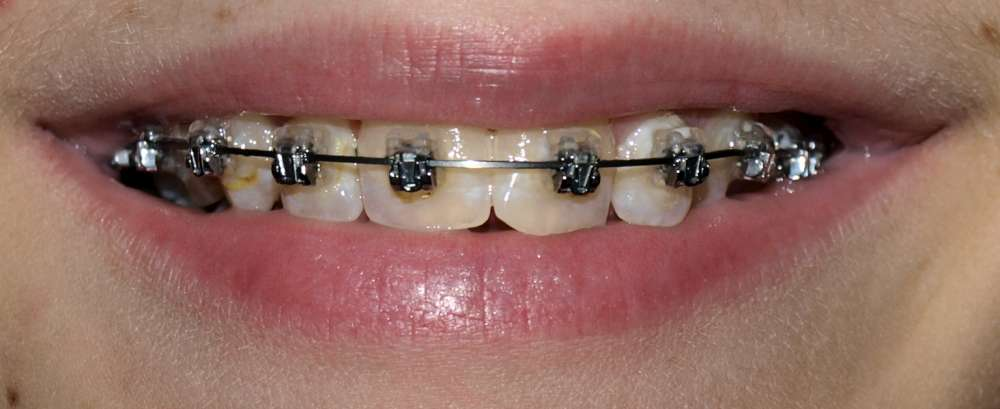
A felső fogsorán fogszabályzót viselő fiatal nő

A fogszabályozás (lat.: orthodontia) az a fogászati beavatkozás, amikor az állcsontokban illetve a fogmedernyúlványban (alveolus) mozgatják a fogakat a megfelelő irányban és helyekre.
A fogmozgatáson kívül általában hatást gyakorolnak az állcsontok (maxilla, mandibula) fejlődésére is.

## Mikor kell elkezdeni a fogszabályozást?

### Kisgyermekként
Vannak olyan fogazati problémák, amelyeket már a tejfogazat idején kezdeni kell. Ezért célszerű a gyermeket 5-6 évesen elvinni a szakrendelésre és fontos az iskolaorvosi szűrés is. Ezekben az esetekben sokszor még kivehető készülékekkel is lehet korrigálni a fogászati gondokat. Legtöbb esetben a rossz szokásokról való leszoktatás (ujjszopás, nyelvlökéses nyelés) a cél, illetve az izmok egyensúlyának beállítása.

### Serdülő korban
Serdülőkorra már az összes maradó fog előtört, így a legtöbb esetben már fix, felragasztott készüléket használnak az orvosok a korrekcióhoz.

### Felnőtt korban
A felnőttkori fogszabályozás minden esetben rögzített fogszabályozó készülékkel történik. A kezelés időtartama ezért általában 1-2 év, tehát mindenképpen nagy odafigyelést és türelmet igényel. Ezért cserébe azonban megszűnnek, illetve ki sem alakulnak a szabálytalan fogazatból adódó, sokszor igen súlyos problémák:
- jelentősen javul a megjelenés, ami magabiztosabbá tesz
- fogazata nem akadályozza a tiszta beszédet
- megszűnnek a rágási nehézségek, amelyek gyakran vezetnek emésztési problémákhoz
- nem károsodik az állkapocsízület az egyenetlen terhelés miatt
- amennyiben fogpótlásra van szüksége, azok tartóssága rendezett fogazatban növekszik
- a szabályozott fogsorban minden fog megfelelően tisztítható, így a fogkőlerakódás, a fogszuvasodás és ebből adódóan a fogak elvesztésének veszélye is jelentősen csökken

## Fogszabályozás menete
Konzultáció, anamnézis: részletes kikérdezése öröklött tulajdonságok családi anamnézis, rossz szokások kikérdezése (pl.: ujjszopás, nyelvlökéses nyelés)
Szájvizsgálat: a fogak fizikai vizsgálata
Rtg felvételek elkészítése: panorámafelvétel, teleröntgen
Lenyomatvétel: az alsó és a felső állcsontról lenyomatvétel
Harapásvétel: az alsó és a felső állkapocs érintkezését rögzíti egy szilikon lenyomatanyag.
Fotó dokumentáció: a kiindulási állapot rögzítése fényképpel, hogy a változásokat később dokumentálni lehessen
Ezután a lenyomat és a rtg alapján elkészül a kezelési terv, és a kiértékelés.
Készülékválasztás: az adott elváltozáshoz használható fogszabályozó készülékekből a páciens kiválasztja a neki megfelelő készüléket. Ezután kézhez kapja a személyre szabott árajánlatot.
A fogszabályozó készülék átadása, és az aktív kezelés megkezdése.

## Készülék típusok
A készülékeknek két típusa van: rögzített és kivehető:

### Rögzített fogszabályozók
Alkotóelemei a bracketek (tappancsok), a gyűrűk és az ívek. A bracketek készülhetnek fémből, porcelánból, műanyagból vagy az előbbiek kombinációjából, és feladatuk, hogy a fogakra ragasztva a kívánt helyzetbe vezessék azokat a hozzájuk kötött drótívek mentén.
- hagyományos fém
- porcelán
- önlingirozó fém
- onlingirozó porcelán
- lingual (nyelv felőli)

### Kivehető
- clear aligner
- MyClearBrace
- Trainerek
- Funkciós készülékek (Hansa, Frankel)
- Egyszerű lemezek
- Retenciós készülékek

## Élet fogszabályozóval
Mind a kivehető, mind a beragasztott vagy sínes fogszabályozók esetén  az orvos utasításait be kell tartani, együttműködést igényel a páciens részéről is.

### Kivehető fogszabályozó készülékek
Napi 10-12 óra hordásidő szükséges
- a készülékkel beszélni, enni, inni nem lehet
- a készülékkel együtt kell aludni
- a készülék megszokásának idején a nyáltermelés fokozódik, ez később mérséklődik, és visszaáll a normális mennyiségű nyáltermelés a fogak átmeneti érzékenysége léphet fel, ráharapásra vagy akár spontán érzékenység is lehetséges
- a fogak mozgathatóvá válnak. Sok páciens megijed ettől, pedig ez teljesen normális, hiszen a fogakat mozgatva juttatjuk el új helyükre, ahol rögzülnek.

### Beragasztott fogszabályozó készülékek
A készülék felragasztását követő első két hét a megszokás időszaka. A fogszabályozó kiálló részei a száj nyálkahártyáján sérüléseket okozhatnak, de ezt viasszal és egyéb kiegészítővel csökkenteni lehet.
A kezelési időszakban a készülék rendszeres aktiválást igényel, így a készüléktípustól függően 3-6 hetenkénti látogatás a rendelőben. A beragasztott készülék rendszeres, és nagyon alapos fogtisztítást követel, hiszen a készülék a fogakra ragasztással rögzül. A készülék kiálló részei a plakk rögzülését elősegítik, így a nem megfelelő tisztítás a fogak szuvasodásához, és ínygyulladáshoz vezethet. Speciális fogkefék, fogkrémek és szájzuhanyok lehetővé teszik a megfelelő, és alapos tisztántartást.
Aktiválás után ritkán a fogak érzékenysége léphet fel néhány napig ráharapásra, vagy még ritkábban spontán is.
Fokozottan kerülni kell a kemény ételeket, mint pl pirítós, a nyúlós-tapadós ételeket, mint pl: rágógumi, gumicukor. A keményebb zöldségeket, gyümölcsöket feldarabolva ajánlatos fogyasztani.